# Inés de Castro (Ethnologin)
Inés de Castro (* 1. September 1968 in Buenos Aires) ist eine argentinisch-deutsche Ethnologin und Altamerikanistin.

## Leben
2001 wurde sie im Fach Altamerikanistik an der Universität Bonn mit der Dissertation Die Geschichte der sogenannten Pacificos del Sur während des Kastenkrieges von Yucatán: 1851–1895. Eine ethnohistorische Untersuchung promoviert.
Ab 2006 war sie Kuratorin der ethnologischen Sammlung des Roemer- und Pelizaeus-Museum Hildesheim. Seit 2010 ist sie Direktorin des Linden-Museums in Stuttgart. Schwerpunkte ihrer Forschung sind die mesoamerikanische Archäologie und Ethnologie.
In ihrer Amtszeit als Museumsleiterin verantwortete sie mehrere beachtete Ausstellungen wie 
- „Weltsichten“ (2011),
- „Maori“ (2012)
- „Entdeckung Korea! – Schätze aus deutschen Museen“ (2013),
- „Maya-Code“ (2013),
- „Inka – Könige der Anden“ (2014),
- „Myanmar – Das Goldene Land“ (2014/2015),
- „Die Welt des Schattentheaters“ (2015/2016),
- „Hawai'i – Königliche Inseln im Pazifik“ (2017/2018) und
- „Azteken“ (2019/2020).

Inés de Castro ist Expertin für Provenienzforschung und wurde 2018 auf die Position der Sammlungsleiterin des damals im Aufbau befindlichen Humboldt-Forums berufen, sie lehnte die Position aber ab. Der Tagesspiegel schrieb, de Castro habe die Offerte aus Berlin „offensichtlich als Ausgangsposition für Verhandlungen in Stuttgart gut genutzt.“ Sie scheine den gewünschten Neubau zu bekommen und ihr Linden-Museum solle sich „zu einem Museum der Weltkulturen“ weiterentwickeln.
Auf Vorschlag der Landtagsfraktion von Bündnis 90/Die Grünen wurde de Castro zum Mitglied der 17. Bundesversammlung für Baden-Württemberg gewählt. Außerdem ist sie Mitglied des Kuratoriums der Hochschule für Gestaltung Schwäbisch Gmünd und des Beirats Bildende Kunst des Goethe-Instituts.

## Auszeichnungen
- 2020: Verdienstorden des Landes Baden-Württemberg[7]

## Schriften (Auswahl)
- Die Geschichte der sogenannten Pacificos del Sur während des Kastenkrieges von Yucatán: 1851–1895. Eine ethnohistorische Untersuchung. Dissertation Universität Bonn 2001 (2002).
- mit Sabai Günther (Hrsg.): Die Welt des Schattentheaters. Von Asien bis Europa. Hirmer, München 2015, ISBN  978-3-7774-2482-8. (Ausstellungskatalog 2015, Linden-Museum Stuttgart).
- mit Uta Werlich, Toko Shimomura (Hrsg.): Oishi! Essen in Japan. Arnoldsche Verlagsanstalt, Stuttgart 2016, ISBN 978-3-89790-468-2. (Ausstellungskatalog 2016 bis 2017, Linden-Museum Stuttgart).
- mit Doris Kurella, Martin Berger (Hrsg.): Azteken. Hirmer, München 2019, ISBN 978-3-7774-3482-7. (Ausstellungskatalog, Wanderausstellung 2019 bis 2021, Stuttgart, Wien, Leiden).